# Польських Галина Олександрівна
Галина Олександрівна Польських (* 27 листопада 1939, Москва, РРФСР) — радянська та російська акторка театру і кіно. Заслужена артистка РРФСР (1969). Лауреатка Державної премії РРФСР ім. братів Васильєвих (1978). Народна артистка РРФСР (1979). Кавалер ордена «За заслуги перед Вітчизною» IV ступеня (1999, за великий внесок у розвиток кіномистецтва). 
У 2016 році брала участь у зйомках телевізійного фільму «Моя улюблена свекруха» (ремейк фільму «За сімейними обставинами») в окупованому РФ Криму (м. Євпаторія). Фігурантка бази даних центру «Миротворець». 

## Життєпис
Закінчила Всесоюзний державний інститут кінематографії (1964, майстерня С. Герасимова, Т. Макарової). 
З 1964 р. — акторка Театру-студії кіноактора.
Будучи студенткою, дебютувала в кінематографі (у 1959 і 1962 рр.) в епізодичних ролях. Популярність молодій актрисі принесли головні ролі в кінофільмах «Дикий собака дінго» (1962, Таня; реж. Ю. Карасик) і  «Журналіст» (1967, Шура Окайомова; реж. С. Герасимова). Обидві картини удостоєні ряду нагород вітчизняних і міжнародних кінофестивалів.
Грала в кінокартинах: «Я простую Москвою» (Альона), «Фронт без флангів» і «Фронт за лінією фронту» (Зіна. Державна премія РРФСР, 1978), «За сімейними обставинами» (1977), «Суєта суєт» (1979, Марина Петрівна), «Батьки і діди» (1982), «Білі Роси» (1983, Маруся), «Парк» (1983, Матіс) та ін.
Знялась в фільмах українських кіностудій: «Вірність» (1965, Зоя), «Назад дороги немає» (1970, 3 с., Галя), «Ринг» (1973, Наталка), «Незакінчений урок» (1980), «Гонки по вертикалі» (1982, т/ф, 3 а), «Розсмішіть клоуна» (1984), «Вище Радуги» (1986, т/ф), «Світла особистість» (1989), «Не підганяй кохання» (2008). 
Працювала на озвучуванні ряду кінокартин («Молоді» (1971), «Оксамитовий сезон» тощо).
Зіграла в фільмах і серіалах близько 150 різнопланових ролей — від лірико-драматичних до характерних і комедійних. Одна з найпопулярніших акторок радянського кінематографу.

## Вибіркова фільмографія
- «Білі ночі» — епізод
- «Сходи» (1962, к/м, Олена)
- «Дикий собака дінго» (1962, Таня Сабанєева)
- «Я крокую по Москві» (1963, Олена, продавчиня ДУМу у відділі грамплатівок)
- «Жили-були старий зі старою» (1964, Галя, сусідка Валентина)
- «Вірність» (1965, Зоя; Одеська кіностудія, реж. Петро Тодоровський)
- «Очікування» (1966, к/м, Таїсія Коричева, листоноша)
- «Балада про комісара» (1967, Анна Черкасова)
- «Журналіст» (1967, Шура Окайомова, формувальниця на заводі; реж. Сергій Герасимов)
- «Мені було дев'ятнадцять»/Ich war neunzehn (1967, НДР; радянська дівчина, військова регулювальниця)
- «Знаки на дорозі»/(Znaki na drodze (1969, Ядвига; Польща)
- «Назад дороги немає» (1970, 3 с., Галя; к/ст. ім. Олександра Довженка)
- «Тримайся за хмари» (1971, Маруся; СРСР—Угорщина)
- «Ринг» (1973, Наташа, дружина Ісаєва; Одеська кіностудія)
- «Дволикий Янус»/Januskopf (1972, Валя Сладкова; НДР)
- «Тіні зникають опівдні» (1972, т/с, Клавдія Морозова)
- «Шукаю мою долю» (1974, Надія Іванівна, вчителька)
- «Автомобіль, скрипка і собака Клякса» (1974, мати Ані; реж. Ролан Биков)
- «Фронт без флангів» (1974, Зіна, медсестра)
- «Мій будинок — театр» (1975)
- «Коли настає вересень» (1975, Настасья Василівна, двірниця)
- «Дні хірурга Мишкина» (1976, Галина Степанівна)
- «Додумався, вітаю!» (1976, Людмила Леонідівна Чернова, мати Юрія)
- «За сімейними обставинами» (1977, Галина Аркадіївна, мати Ліди і теща Ігоря; реж. Олексій Коренєв)
- «Портрет з дощем» (1977, Клавдія Шишкіна)
- «Фронт за лінією фронту» (1977, Зіна, медсестра)
- «Суєта суєт» (1979, Марина Петрівна; реж. Алла Сурикова)
- «По сірники» (1980, Кайса Кархутар; СРСР—Фінляндія, реж. Леонід Гайдай, Рісто Орко)
- «Нічна подія» (1980, Галина Семенівна Укладова, вона ж Лідія Василівна Плетньова, злочинниця-рецидивістка)
- «Приватна особа» (1980, Ніна Опанасівна Петрова)
- «Коней на переправі не міняють» (1980, Таня, дружина Серафима Мячкіна)
- «Незакінчений урок» (1980, Катерина Миколаївна Малькова; Одеська кіностудія)
- «Відставної кози барабанщик» (1981, Лариса Чупрун, дружина Гаврила)
- «Чесний, розумний, неодружений...» (1981, Анна Дольникова; реж. Олексій Коренєв)
- «Брелок з секретом» (1981, Олімпія Петрівна)
- «Гонки по вертикалі» (1982, Зося, подруга «Батона»; к/ст. ім. Олександра Довженка)
- «Побачення з молодістю» (1982, Зінаїда, лікарка)
- «Несподівано-негадано» (1982)
- «Батьки і діди» (1982, Людмила Олександрівна Лукова (мама Люся), дружина Павла)
- «Нас вінчали не в церкві» (1982, матінка, дружина отця Василя, мати Лариси)
- «Білі Роси» (1983, Маруся, дружина Василя Ходаса)
- «Вітя Глушаков — друг апачів» (1983, Клавдія Матвіївна Скворцова, мати Ніни)
- «Парк» (1983, Матісс)
- «Розсмішіть клоуна» (1984, Галя; к/ст. ім. Олександра Довженка)
- «Мій обранець» (1984, Віра Михайлівна Кабакова, директор заводу; реж. О. Коренєв)
- «Пісочний годинник» (1984, Надя)
- «Змієлов» (1985, Ніна, сестра Павла Шорохова)
- «Недільний тато» (1985, Зоя Олександрова)
- «Вище за Радугу» (1986, Олександра Іллівна, старша тренерка юнацької збірної зі стрибків у висоту; Одеська кіностудія, реж. Г. Юнгвальд-Хилькевич)
- «Ми ваші діти» (1987, Олександра Іванівна Демидова, директор ПТУ)
- «Розірване коло» (1987, Лідія Василівна, неофіційна дружина Львова)
- «Акселератка» (1987, Ірина Красновязова)
- «Під знаком Червоного Хреста» (1987, Тетяна Василівна)
- «Друг» (1987, Елеонора Францівна, директор хімчистки, начальниця «Колюна»)
- «Нехай я помру, господи...» (1988, Клавдія Іванівна, вихователька дитячого будинку)
- «Людина з бульвару Капуцинів» (1988, Меґґі Томсон; реж. Алла Сурикова)
- «Світла особистість» (1989, Пташнікова; Одеська кіностудія)
- «Світ в іншому вимірі» (1989, Таміла Олександрівна, директор дитбудинку)
- «Мордочка» (1990, мати Гени)
- «Метелики» (1991, мати; СРСР—Польща)
- «Похорон на другому поверсі» (1991, мати капітана Бугрова)
- «Білі ночі» (1992, Тітонька Насті)
- «Плащаниця Олександра Невського» (1992, Ольга Андріївна, потерпіла)
- «Три серпневі дні»/Three Days in August (1992, Росія—США)
- «Великий капкан, або Соло для кішки при повному Місяці» (1992, суддя)
- «Бути закоханим» (1992, Світлана Миколаївна)
- «Наречена з Парижа» (1992, Віра, мати Володі)
- «Аляска Кід» (1993, т.с, Еллі Кинкейд; Росія—ФРН—Польща))
- «Американський дідусь» (1993, Маргарита Семенівна Костильова)
- «По сліду телеграфу»/La Piste du télégraphe (1993, Франція)
- «Петербурзькі таємниці» (1994—1998, т/с, Ельза Францівна, акушерка)
- «Любити по-російськи» (1995, Катерина Іванівна)
- «Любити по-російськи 2» (1996, Катерина Іванівна, дружина Валер'яна Мухіна)
- «Жінок ображати не рекомендується» (1999, Настя)
- «Любити по-російськи-3: Губернатор» (1999)
- «Знову треба жити» (1999, Тетяна, тітка Ольги)
- «Ультиматум» (1999, Зінаїда Іванівна, медсестра кардіологічного відділення)
- «Кордон. Тайговий роман» (2000, т/с, Марія, дружина полковника Борзова)
- «Афінські вечори» (2000, Людмила)
- «Розв'язка петербурзьких таємниць» (1999—2001, т/с, Ельза Францівна, акушерка)
- «Моя прекрасна нянька» (2004, т/с, Єлизавета, мати Максима Вікторовича Шаталіна)
- «Російське» (2004, лікарка Ніна Павлівна)
- «Доктор Живаго» (2005, т/с, Серафима (черниця), Катерина (бібліотекарка) і Поліна Мікуліцини, сестри-близнюки; реж. Олександр Прошкін)
- «Ідеальна дружина» (2007, мати Вікторії)
- «Не підганяй кохання» (2008, мати Каті; Україна)
- «Я знаю, як стати щасливим» (2008)
- «Чудотворець» (2014, серіал) та ін.